# بحيرة البندقية

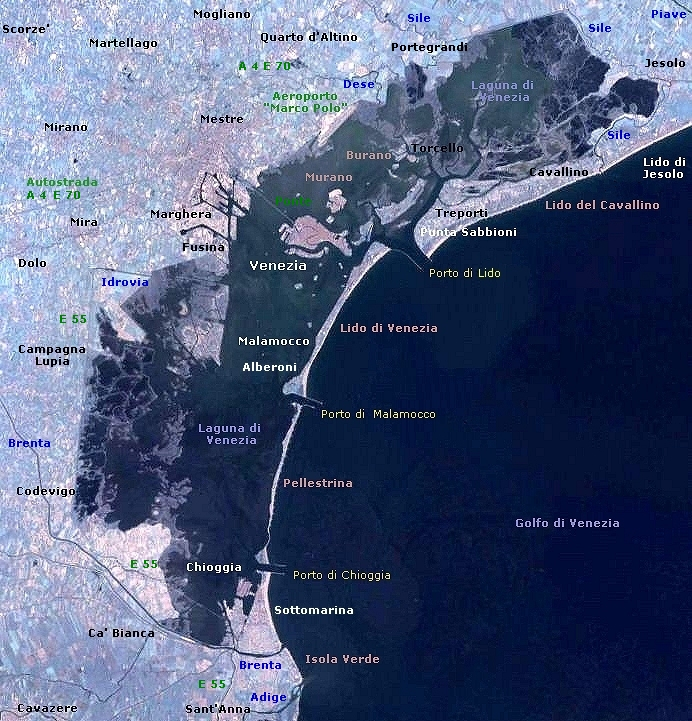
بحيرة البندقية.

بحيرة البندقية (بالإيطالية: Lago di Venezia) بحيرة البندقية هي الخليج المغلق من البحر الأدرياتيكي التي تقع فيها مدينة البندقية.
تمتد بحيرة البندقية من نهر السيل [الإنجليزية] في الشمال إلى نهر برينتا في الجنوب. وتبلغ مساحتها حوالي 550 كم2 (210 ميل 2). وهو أكبر أراضي رطبة في حوض البحر الأبيض المتوسط.
البحيرة متصلة بالبحر الأدرياتيكي بثلاثة مداخل: ليدو، مالاموككو [الإنجليزية] و كيودجا. كما تخضع البحيرة لتغيرات ارتفاع في منسوب المياه لعمليات المد والجزر، حيث أن موقعها في نهاية البحر.

## معرض الصور

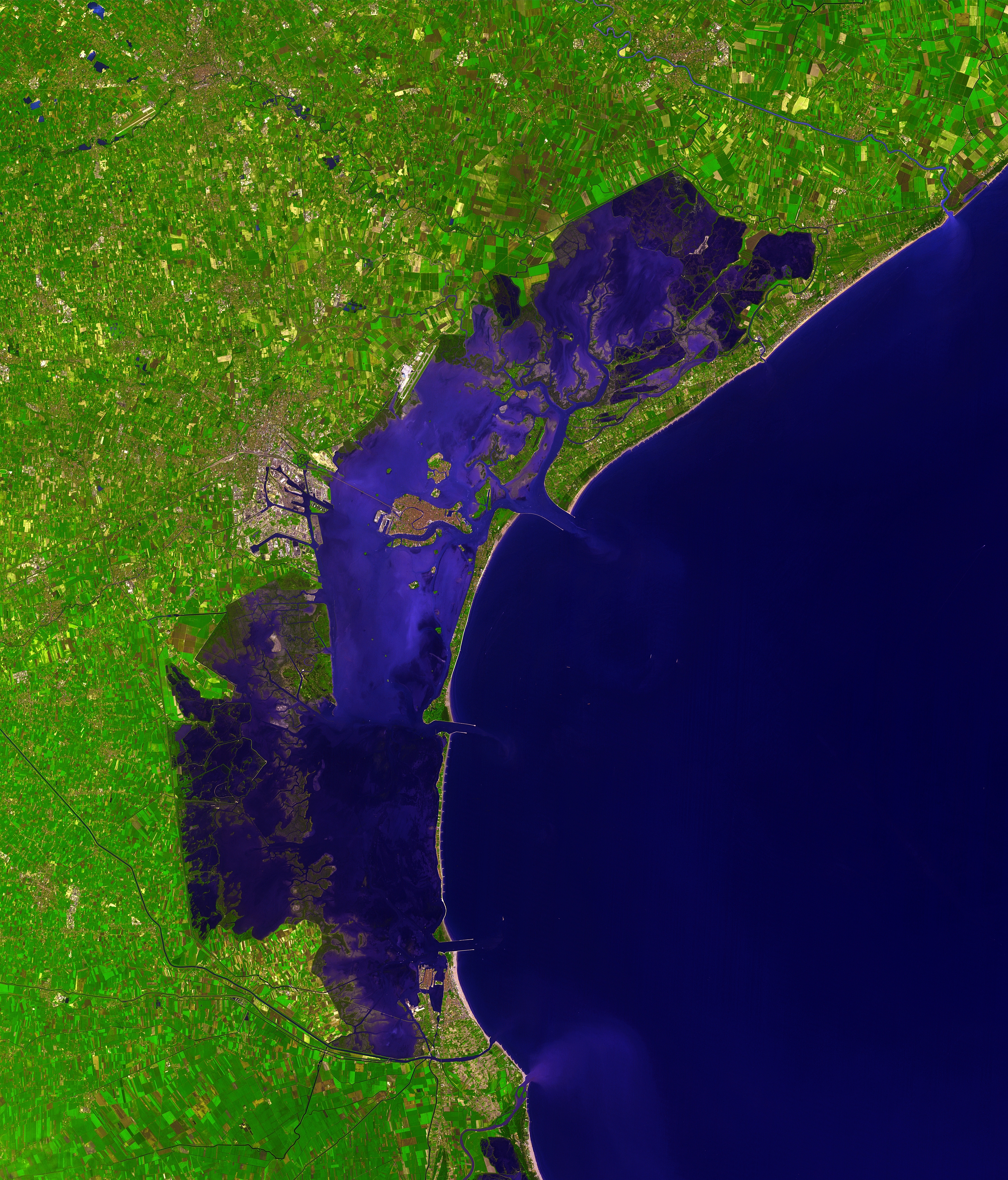
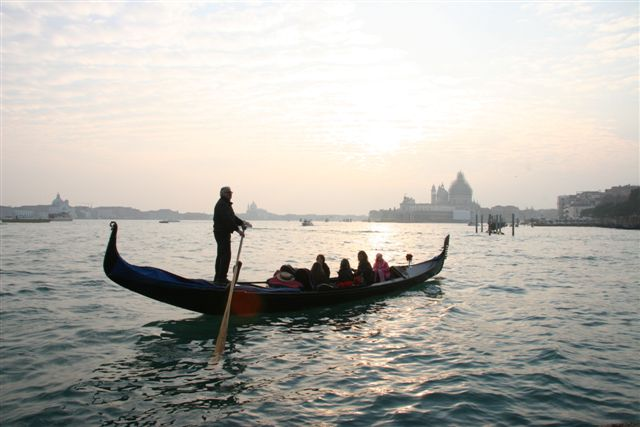
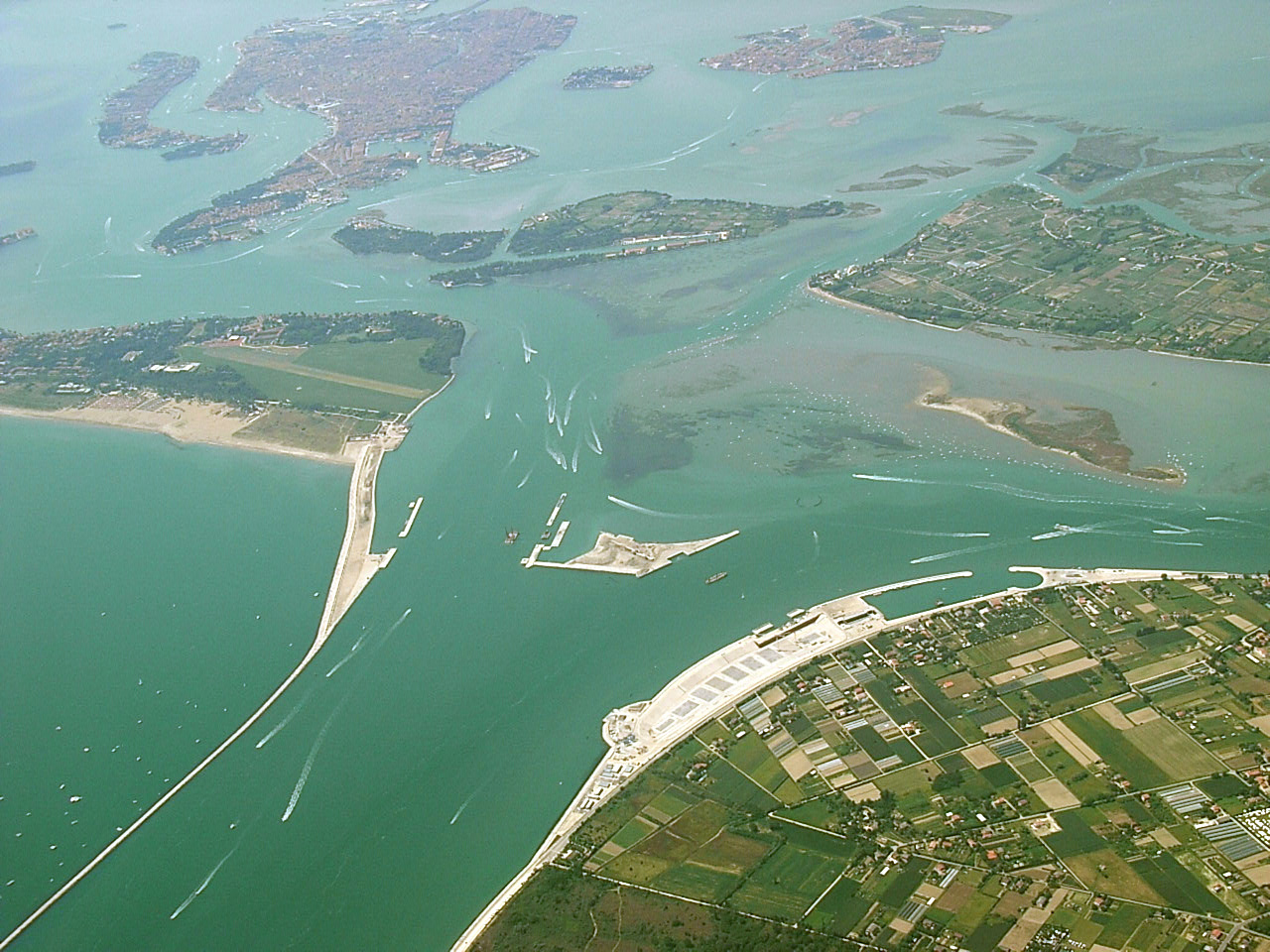
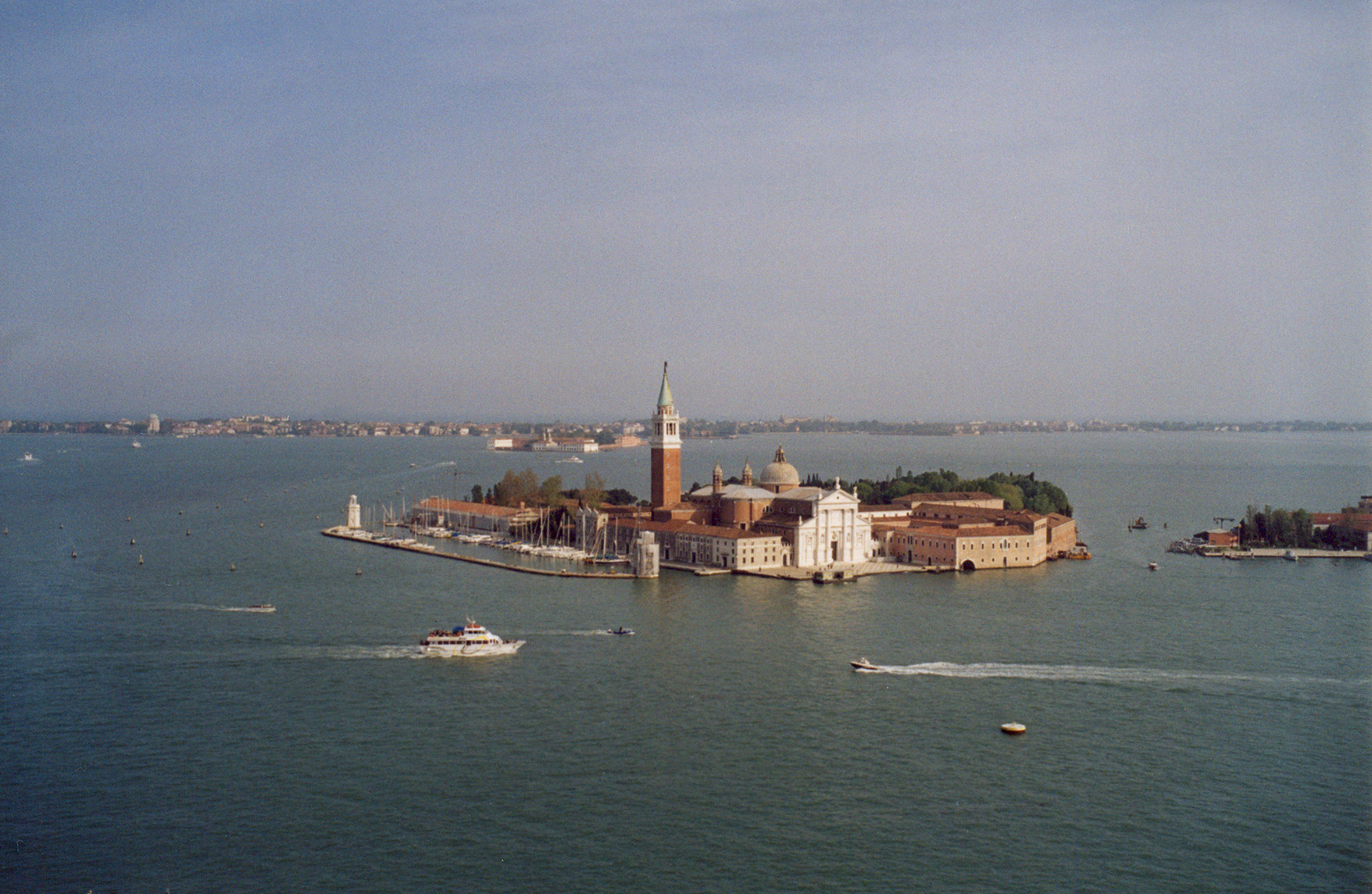
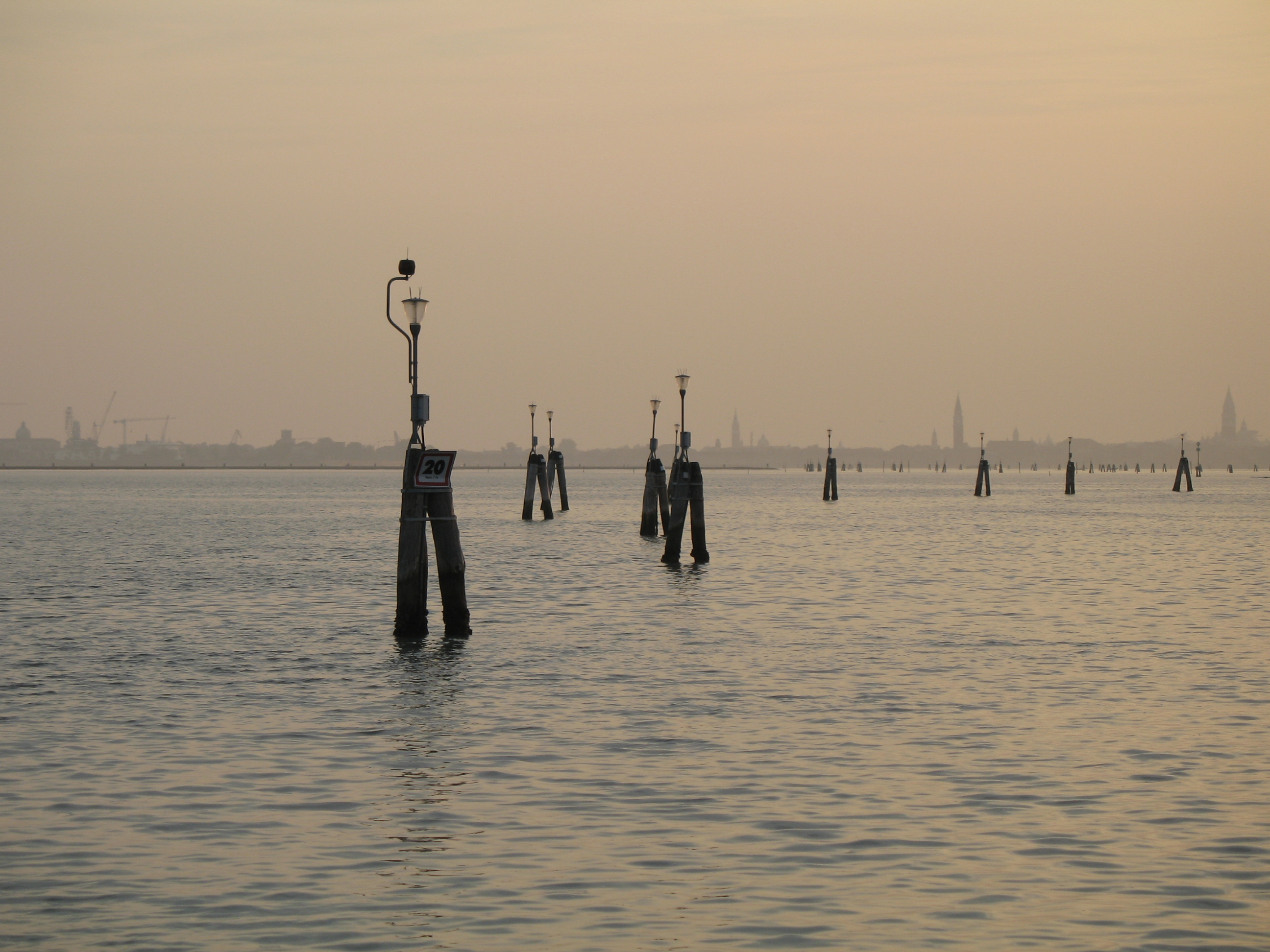